# 刘丰
刘丰（1915年—1993年3月9日），原名刘有锋，又名刘有丰。河南省渑池县英豪镇吴窑头村人。中国人民解放军开国少将。武汉军区政委。1969年4月－1971年11月任中共中央军委委员。是中国共产党第九届中央委员会委员。
战争年代，负伤3次，被评为三等甲级残废。荣获二级八一勋章、二级独立自由勋章、一级解放勋章。

## 生平
1929年加入地方杆子武装。1930年春被西北军第26路军董振堂部收编。1931年12月随董振堂参加宁都起义，被编入红五军团13军39师，历任班、排、副连长等职。1933年4月，调任中央军委总供给部粮秣处任科员，赣南云都办事处主任，1934年加入中国共产党。1934年10月参加长征。1935年6月红一、四方面军会师后，被派任红四方面军总部第4局4科粮秣股股长，红四方面军教导团供给科长。参加了红西路军。
1937年抗日战争全面爆发后，任八路军129师挺进支队第二区队连指导员、营政治教导员。1937年底，带10余人到山西榆社开展工作，发展了几个连，后编成太岳区游击大队任队长，山西决死第一纵队25团副团长、团长。1943年3月入延安中央党校学习。1944年11月随同河南军区党委副书记刘子久南渡黄河到达豫西，收编渑池地方武装上官子平部成立八路军独立第7旅，任1团团长。1945年5月26日，上官子平发动“豫西事变”，杀害中共政工人员42人，仅刘丰等三人侥幸脱险。任山西青年抗敌决死队42团团长兼任太岳军区第2军分区司令员。后任太岳军区第24旅71团团长。1946年11月任晋冀鲁豫野战军太岳第四纵队第24旅副旅长，1946年冬吕梁战役中，刘丰率1个营攻进隰县县城，冲进敌指挥部，活捉国军上将司令官杨登元。1947年2月任晋冀鲁豫野战军第4纵队第11旅副旅长。1948年8月任中原野战军第4纵队11旅旅长。1949年2月任第二野战军第四兵团14军40师师长。
1950年4月兼任云南军区大理军分区司令员。1950年12月19日，赴吉林省四平市，任新组建的空军第8师师长。空8师入朝作战，刘丰未参加。1951年1月入空军第二航空学校学习。结业后任学校临时党委书记、校长、空军第九航空学校校长。1954年10月任空军第三军军长。1955年，授予中国人民解放军少将军衔。1957年6月任武汉军区空军副司令员。1967年7月七·二○事件之后，任武汉军区政治委员、军区临时党委书记、党委第二书记、书记。1968年2月5日任湖北省革委会副主任。1969年4月任中央军委委员。1970年3月－1971年3月任湖北省革委会党的核心小组副组长。1971年3月任中共湖北省委第二书记。
1971年8月16日下午，毛泽东南巡第一站是武汉，刘丰先后听毛泽东三次谈话。8月27日14点30分，毛泽东离开武汉南下长沙。毛泽东叮嘱刘丰谈话内容先不要传达，尤其对北京要绝对保密。9月1日，刘丰向刚从大连疗养回来的曾思玉传达了毛泽东的讲话，并一再强调要绝对保密。曾思玉没有对任何人讲，所以毛泽东说他是“活党”。9月5日刘丰告诉了陪外宾来访武汉的李作鹏，李作鹏马上告诉了黄永胜，黄永胜告诉了叶群。这样，刘丰成了“死党”。11月，因在九一三事件期间将毛泽东视察武汉情况私自透露给李作鹏，被免职。审查期间曾自杀未遂。1972年2月，刘丰被撤销党内外一切职务。1973年，刘丰被开除党籍。1982年经中央军委批准退出现役，政治、生活、医疗按师级干部待遇。1993年3月9日因病在武汉去世。